# Lisi Harrison
Lisi Harrison är en författare från Kanada född 1970 mest känd för bokserien "Clique".
Böckerna Clique handlar om de rika och diviga tjejerna Massie Block, Dylan Marvil, Kristen Gerogory, Alicia Rivera och Claire Lyons.